# Фишер, Станислав
Станислав Фишер (пол. Stanisław Fiszer, 1769—1812) — польский и французский генерал, участник похода Наполеона в Россию.
Родился в 1769 году в Варшаве, образование получил в Калишском кадетском корпусе.
Военную службу проходил в польских войсках под командованием Костюшко, принимал участие в русско-польской войне 1792 года и кампании против Пруссии в 1793 году.
Во время восстания 1794 года сражался на стороне Костюшко, в бою под Мацейовицами был ранен пикой в левый бок и захвачен в плен, доставлен в Санкт-Петербург и содержался в Петропавловской крепости, а затем в Нижнем Новгороде, где провёл два года.
По освобождении Фишер уехал в Париж, где вошёл в состав польских легионов французской армии. Принимал участие в кампании 1799 года против Австрии и снова попал в плен, после обмена пленными вернулся во Францию.
Проведя затем некоторое время в Англии Фишер приехал в Варшаву и вступил на военную службу под начало Домбровского, командовал пехотной бригадой. В 1807 году Фишер был назначен генерал-инспектором пехоты, в 1808 году получил чин бригадного генерала и назначение начальником штаба войск Великого герцогства Варшавского, 22 сентября 1809 года награждён командорским крестом ордена «Virtuti Militari».
В 1811 году на Фишера было возложено проведение мобилизации польских войск, предназначенных Наполеоном для похода в Россию и по окончании этих дел он был назначен начальником штаба 5-го корпуса Йозефа Понятовского. В этом качестве он принимал участие в кампании 1812 года. В атаке Смоленска он был ранен, следующее своё ранение он получил в Бородинском сражении и наконец 18 октября 1812 года в сражении при Тарутинском лагере Фишер снова получил рану, но отказался покинуть строй и через несколько минут был убит пулей в голову.